# Condado de Motrico
El condado de Motrico es un título nobiliario español concedido por Alfonso XIII de España en 1908 al ingeniero de caminos Evaristo de Churruca y Brunet.
A principios del siglo XX el ingeniero de puertos y caminos Evaristo de Churruca y Brunet, había realizado una nueva aportación de importancia a la sociedad, al liderar durante décadas y concluir con éxito las obras del Puerto Exterior de Bilbao. Por ello Alfonso XIII le concedió el título de conde de Motrico en 1908.

## Denominación
Su denominación hace referencia al municipio donde está Arrietacua, la casa de la familia Churruca, Motrico, provincia de Guipúzcoa, España.

## Condes de Motrico
|                           | Titular                                     | Periodo                   |
| Creación por Alfonso XIII | Creación por Alfonso XIII                   | Creación por Alfonso XIII |
| ------------------------- | ------------------------------------------- | ------------------------- |
| I                         | Evaristo de Churruca y Brunet               | 1908-1917                 |
| II                        | José de Churruca y Calbetón                 | 1917- ?                   |
| III                       | Evaristo de Churruca y Zubiría              | ? -1938                   |
| IV                        | María de las Mercedes de Churruca y Zubiría | 1956-1992                 |
| V                         | Enrique de Areilza y Churruca               | 1992-2019                 |
| VI                        | José Mª de Areilza y Carvajal               | 2020-presente             |

## Historia de los condes de Motrico
- Evaristo de Churruca y Brunet, (.-1917), I conde de Motrico.

1. Casó con Ramona Calbetón y Blanchón. Le sucedió su hijo:

- José de Churruca y Calbetón (1875-.), II conde de Motrico.

1. Casó con María de las Mercedes de Zubiría y Urízar. Le sucedió su hijo:

- Evaristo de Churruca y Zubiría (1906-1938), III conde de Motrico. Le sucedió su hermana:

- María Mercedes de Churruca y Zubiría (1908-.), IV condesa de Motrico.

1. Casó con José María de Areilza y Martínez de Rodas, II marqués de Santa Rosa del Río. Le sucedió su hijo:

- Enrique de Areilza y Churruca, V conde de Motrico, III Conde de Rodas.

1. Casó con Pilar de Carvajal y Urquijo.

- José María de Areilza y Carvajal, VI Conde de Motrico[1] y IV Conde de Rodas.

1. Casó con María Salgado Madriñán.

## Familia Churruca
La familia Churruca, durante generaciones, dio nacimiento a numerosos marinos, altos funcionarios y militares que fueron muy destacados; sobre todo Cosme Damián Churruca y Elorza, científico, cosmógrafo y Brigadier de la Real Armada, héroe de la Batalla de Trafalgar y su hermano Julián Baldomero Churruca, gran vascófilo y héroe de la Guerra de la Independencia.
La primitiva casa solariega del linaje se encuentra en Placencia de las Armas (Guipúzcoa), aunque la familia se trasladó en el siglo XVII a Motrico, en cuyo casco se encuentra la casa conocida como Arrietacua o Casa de Churruca. Fue mandada construir por un insigne antepasado de estos, el almirante Antonio de Gaztañeta. En Motrico los Churruca ocuparon tradicionalmente cargos en el ayuntamiento de la villa, según las reglas fijadas en el Antiguo Régimen.
Por haber liderado durante décadas y haber concuído con éxito las obras del Puerto Exterior de Bilbao; en memoria del héroe de la batalla de Trafalgar, Alfonso XIII otorgó al sobrino de éste, Evaristo de Churruca y Brunet, Ingeniero Jefe de la Junta de Obras del Puerto, el título de Conde de Motrico en 1908.
Posteriormente, le fue concedido a su hijo, Alfonso de Churruca y Calbetón, por Francisco Franco, en 1969, el título de Conde de El Abra.